# Kanton Le Grand-Bourg
Der Kanton Le Grand-Bourg (okzitanisch Canton Le Borg) ist seit 1790 ein französischer Wahlkreis im Arrondissement Guéret, im Département Creuse und in der Region Nouvelle-Aquitaine; sein Hauptort ist Le Grand-Bourg.

## Lage
Der Kanton liegt im Westen des Départements Creuse.

## Geschichte
Der Kanton entstand am 15. Februar 1790. Von 1801 bis 2015 gehörten sieben Gemeinden zum Kanton Le Grand-Bourg. Mit der Neuordnung der Kantone in Frankreich kamen alle zehn Gemeinden des bisherigen Kantons Bénévent-l’Abbaye hinzu.

## Gemeinden
Der Kanton besteht aus 16 Gemeinden mit insgesamt 6785 Einwohnern (Stand: 1. Januar 2022) auf einer Gesamtfläche von 389,41 km²:
| Gemeinde               | Einwohner 1. Januar 2022 | Fläche km² | Dichte Einw./km² | Code INSEE | Postleitzahl |
| ---------------------- | ------------------------ | ---------- | ---------------- | ---------- | ------------ |
| Arrènes                | 205                      | 22,56      | 9                | 23006      | 23210        |
| Augères                | 117                      | 12,43      | 9                | 23010      | 23210        |
| Aulon                  | 163                      | 10,86      | 15               | 23011      | 23210        |
| Azat-Châtenet          | 116                      | 9,51       | 12               | 23014      | 23210        |
| Bénévent-l’Abbaye      | 767                      | 11,56      | 66               | 23021      | 23210        |
| Ceyroux                | 125                      | 12,13      | 10               | 23042      | 23210        |
| Chamborand             | 243                      | 11,18      | 22               | 23047      | 23240        |
| Châtelus-le-Marcheix   | 310                      | 43,20      | 7                | 23056      | 23430        |
| Fleurat                | 307                      | 12,30      | 25               | 23082      | 23320        |
| Le Grand-Bourg         | 1.182                    | 78,91      | 15               | 23095      | 23240        |
| Lizières               | 236                      | 14,67      | 16               | 23111      | 23240        |
| Marsac                 | 642                      | 19,67      | 33               | 23124      | 23210        |
| Mourioux-Vieilleville  | 523                      | 25,20      | 21               | 23137      | 23210        |
| Fursac                 | 1.433                    | 59,03      | 24               | 23192      | 23290        |
| Saint-Goussaud         | 160                      | 24,30      | 7                | 23200      | 23430        |
| Saint-Priest-la-Plaine | 256                      | 21,90      | 12               | 23236      | 23240        |
| Kanton Le Grand-Bourg  | 6.785                    | 389,41     | 17               | 2311       | –            |

Bis zur landesweiten Neuordnung der französischen Kantone im März 2015 gehörten zum Kanton Le Grand-Bourg die sieben Gemeinden Chamborand, Fleurat, Le Grand-Bourg, Lizières, Saint-Étienne-de-Fursac, Saint-Pierre-de-Fursac und Saint-Priest-la-Plaine. Sein Zuschnitt entsprach einer Fläche von 197,99 km2. Er besaß vor 2015 einen anderen INSEE-Code als heute, nämlich 2318.

## Veränderungen im Gemeindebestand seit der landesweiten Neuordnung der Kantone
2017: Fusion Saint-Étienne-de-Fursac und Saint-Pierre-de-Fursac → Fursac

### Bevölkerungsentwicklung
| 1962 | 1968 | 1975 | 1982 | 1990 | 1999 | 2006 | 2012 |
| ---- | ---- | ---- | ---- | ---- | ---- | ---- | ---- |
| 6057 | 5465 | 4619 | 4300 | 4105 | 3928 | 3897 | 3867 |

## Politik
Bei der Stichwahl zum Generalrat des Départements Creuse am 29. März 2015 gewann das Gespann Annie Chamberaud/Bertrand Labar (DVD) gegen Didier Bardet/Nadine Tessier (PS) mit einem Stimmenanteil von 54,98 % (Wahlbeteiligung:60,70 %).
| Vertreter im conseil général des Départements | Vertreter im conseil général des Départements | Vertreter im conseil général des Départements |
| Amtszeit                                      | Name                                          | Partei                                        |
| --------------------------------------------- | --------------------------------------------- | --------------------------------------------- |
| 1982–2011                                     | Guy Moutaud                                   | PS                                            |
| 2011–2015                                     | Didier Bardet                                 | PS                                            |
| 2015–                                         | Annie Chamberaud Bertrand Labar               | DVD                                           |